# Hakea prostrata
Hakea prostrata är en tvåhjärtbladig växtart som beskrevs av Robert Brown. Hakea prostrata ingår i släktet Hakea och familjen Proteaceae. Inga underarter finns listade i Catalogue of Life.